# سان بيترو آل ناتيسوني

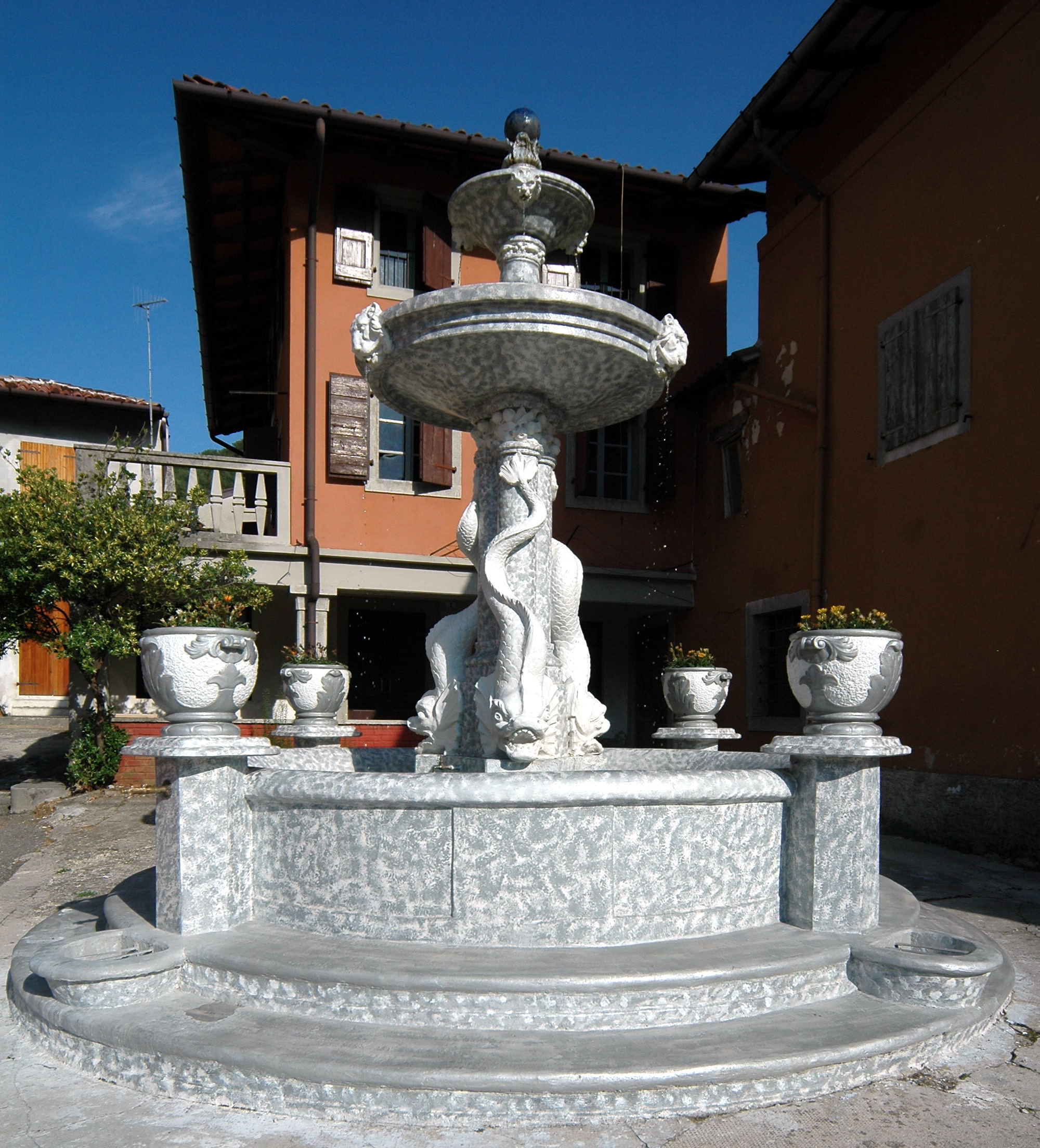
نافورة.

سان بيترو آل ناتيسوني (بالسلوفينية: Špeter Slovenov)‏، (باللغة الفريولية: Špietar San Pieri dai Sclavons) (باللاتينية: Sancti Petri Sclavorum)‏ هي كونونا (بلدية) في منطقة فريولي فينيتسيا جوليا في دولة إيطاليا، وتقع على بعد حوالي 60 كيلومتر (37 ميل) شمال غرب ترييستي وحوالي 20 كيلومتر (12 ميل) شمال شرق أوديني، وعلى حدود البلديات التالية: تشفيدالي ديل فريولي، سان ليوناردو، سافوجنا، بريبوتو، بولفيرو، تورينو، وحتى عام 1878، كان اسمها الرسمي سان بيترو ديجلي سلافي، أي «القديس بطرس السلاف».

## التركيبة العرقية
كانت التركيبة العرقية تتكون من 75.9 ٪ من السكان السلوفينيون وفقا لتعداد عام 1971.

## المدن التوأم
كانت سان بيترو آل ناتيسوني توأمة مع:
- Sambreville, Belgium